# Estadio Mariotti
El Estadio Mariotti (en italiano: Stadio Mariotti o bien Stadio Comunale Mariotti) Es la más grande instalación deportiva utilizada para la práctica del fútbol en la localidad de Alguer (Alghero) en la isla de Cerdeña al oeste del país europeo de Italia. Este recinto deportivo Histórico de la ciudad, se encuentra al final de la Vía Vittorio Emanuele II (Víctor Manuel II), y cuenta con una capacidad de cerca de 2.500 espectadores sentados y tiene uno de los mejores césped en Cerdeña, ya que en 2005 se llevaron a cabo importantes trabajos sobre el terreno de juego para el drenaje con una nueva tecnología que ha permitido llevar a cabo esta obra sin la eliminación del césped.